# Kodersdorf
Kodersdorf (alt sòrab: Kodrecy) és un municipi alemany que pertany a l'estat de Saxònia. Es troba a uns 11 km al nord-oest de la capital del comtat de Görlitz i 10 km al sud de Niesky.

## Llogarets
- Kodersdorf (Kodrecy) (1.656 h)
- Kodersdorf-Bahnhof (244 h)
- Särichen (Zdźarki) (338 h)
- Wiesa (342 h)